# District de Sipitang
Le district de Sipitang (malais : Daerah Sipitang) est un district administratif de l'État malaisien de Sabah, qui fait partie de la Division de l'Intérieur. La capitale du district est dans la ville de Sipitang.

### Liens connexes
- Districts de Malaisie